# Yilongyong (köpinghuvudort i Kina, Inner Mongolia Autonomous Region, lat 42,64, long 120,65)
Yilongyong (kinesiska: 义隆永, 义隆永镇) är en köpinghuvudort i Kina. Den ligger i den autonoma regionen Inre Mongoliet, i den norra delen av landet, omkring 770 kilometer öster om regionhuvudstaden Hohhot. Antalet invånare är 17 392. Befolkningen består av 8 473 kvinnor och 8 919 män. Barn under 15 år utgör 15,0 %, vuxna 15-64 år 77 %, och äldre över 65 år 7,0 %.
Runt Yilongyong är det ganska tätbefolkat, med 56 invånare per kvadratkilometer. Närmaste större samhälle är Xiawa, 10,6 km sydväst om Yilongyong. Trakten runt Yilongyong består till största delen av jordbruksmark.
Genomsnittlig årsnederbörd är 662 millimeter. Den regnigaste månaden är juli, med i genomsnitt 179 mm nederbörd, och den torraste är januari, med 2 mm nederbörd.